# Porto Alegre
Porto Alegre là một thành phố ở phía nam Brasil, thủ phủ của bang Rio Grande do Sul, là một thành phố cảng bên hồ dos Patos. Thành phố nằm ở nơi giao cắt của năm con sông. Porto Alegre là trung tâm thương mại lớn của Brasil ở phía nam São Paulo. Porto Alegre có diện tích 496,8 km², dân số 1.488.252 người (2020), là thành phố đông dân thứ 12 Brasil và là trung tâm của vùng đô thị lớn thứ năm, với 4.405.760 người (2010) . Thành phố này là thủ đô cực nam của một bang Brazil.. Các ngành chính của Porto Alegre là: chế biến thực phẩm, đóng tàu, dệt. Đại học Liên bang Rio Grande do Sul (thành lập năm 1934) và Đại học Công giáo (thành lập năm 1948). Porto Alegre đã được thành lập năm 1742.
Porto Alegre được thành lập vào năm 1769 bởi Manuel Jorge Gomes de Sepúlveda, người đã sử dụng bút danh José Marcelino de Figueiredo để che giấu danh tính của mình; Tuy nhiên, ngày chính thức là năm 1772 với đạo luật được ký bởi người nhập cư từ Azores, Bồ Đào Nha.
Thành phố nằm trên bờ phía đông của hồ Guaíba, nơi năm con sông hội tụ để tạo thành Lagoa dos Patos, một đầm phá nước ngọt lớn nơi tàu biển lớn có thể lưu thông. Ngã ba sông này đã trở thành một cảng quan trọng và là trung tâm công nghiệp và thương mại chính của Brazil.
Trong những năm gần đây, Porto Alegre đã tổ chức diễn đàn xã hội thế giới, một sáng kiến của một số tổ chức phi chính phủ. Thành phố trở nên nổi tiếng vì là thành phố đầu tiên thực hiện lập ngân sách có sự tham gia. Đại hội lần thứ 9 của Hội đồng các Giáo hội Thế giới được tổ chức tại Porto Alegre vào năm 2006. Từ năm 2000, Porto Alegre cũng tổ chức một trong những sự kiện phần mềm miễn phí lớn nhất thế giới, được gọi là FISL. Thành phố này là một trong những thành phố đăng cai của FIFA World Cup 2014, trước đây từng là địa điểm tổ chức FIFA World Cup 1950.
Tháng 5 năm 2024, thành phố bị lũ lụt nghiêm trọng.